# Kizomba

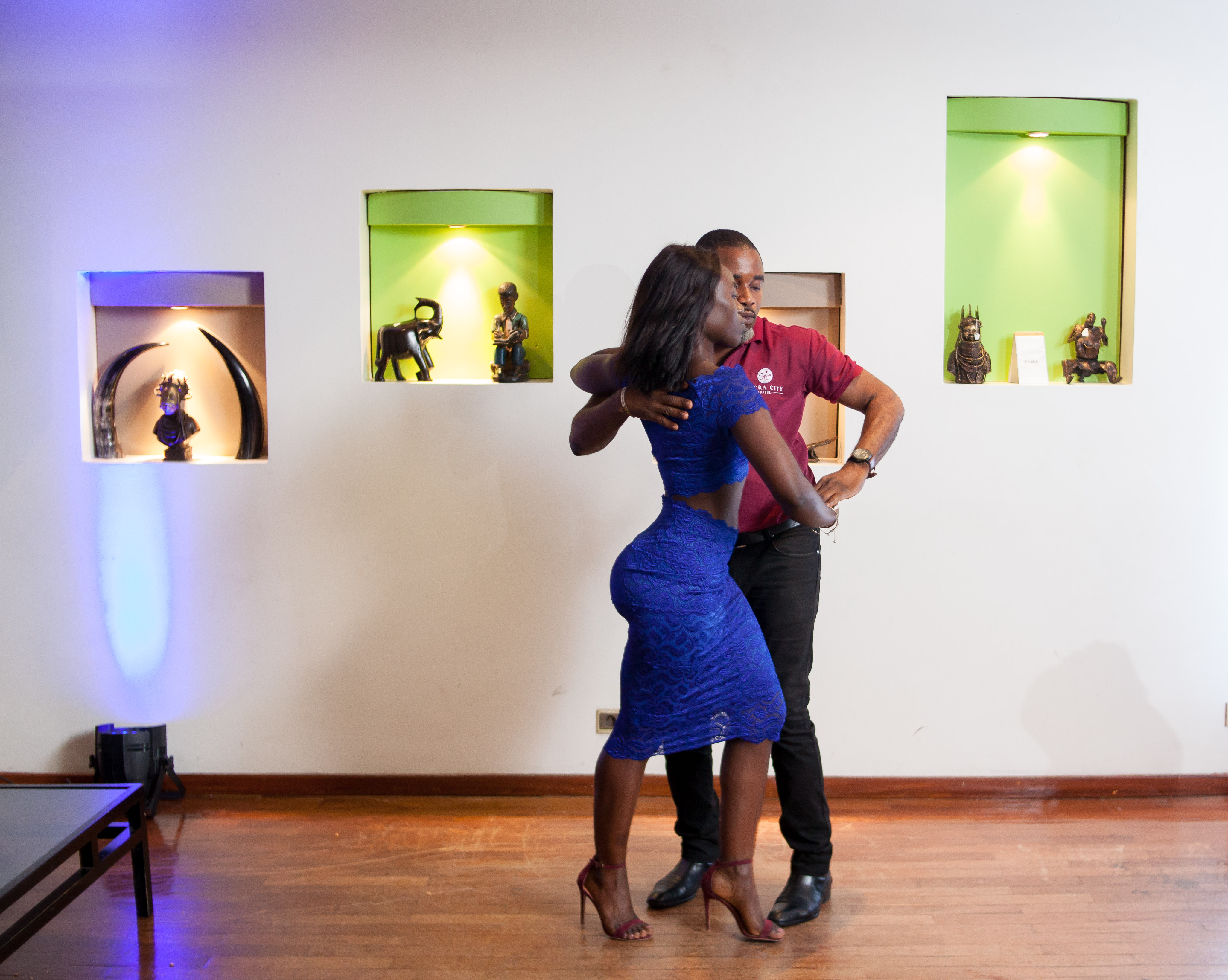
Pareja bailando kizomba

La kizomba es un género musical y un baile que comenzó a componerse entre finales de los años 70 y principios de los años 80 en Angola.

## Estructura musical
La base musical de la kizomba es fácilmente reconocible. Tocándola con las palmas de la mano se correspondería con la siguiente secuencia:
Una palmada fuerte (que correspondería con el tiempo 1 de la música), seguida de dos palmadas más suaves y muy juntas en el tiempo (la primera de ellas sería una nota sincopada y la segunda correspondería con el tiempo 2 de la música) y por último una cuarta palmada también más suave separada de las anteriores (que también sería sincopada).
Esta estructura, organizada en grupos de ocho compases de cuatro por cuatro, conocida como batida, suele estar presente en la canción entera, salvo en algunos temas, en los que se omite en la introducción de la canción y en algún tramo intermedio, dejando sonar solamente la melodía con una energía mucho más suave e íntima.

## Historia
La kizomba es un género musical que tuvo su origen en Angola, excolonia portuguesa.  A mediados de los años 70 - y con la presencia de militares cubanos en Angola, que llevaron el dulce zouk - varios artistas angoleños comenzaron a crear canciones derivadas de la semba - las músicas tradicionales angoleñas bailadas en pareja y muy rápidas - pero con una ejecución más lenta, romántica y con sonidos parcialmente sintéticos (gracias a guitarras, bajos y a las recién llegadas cajas de ritmos), que muy rápidamente conquistaron al público. Se bailaba junto al merengue, el semba y otros, en fiestas llamadas farras o kizombadas, donde nació el término kizomba. 
A mediados de los años 90, la expresión kizomba comenzó a ser utilizada en Portugal para designar toda la música africana que se bailaba en locales de baile africanos en las principales ciudades del país, sobre todo en Lisboa. Sin embargo, actualmente se utiliza el término kizomba para hacer referencia a este género musical y a muchos otros de los géneros emparentados o subgéneros asociados históricamente, como puede ser una tarraxinha (muy pegada), una passada (se baila más despacio y más abierta), semba como género tradicional, menos romántico y más alegre, virtuoso y juguetón, y sobre todo en fiestas donde los ritmos africanos suelen mezclarse con estos y otros más o menos modernos, como ghetto zouk, o como los caribeños zouk, tarraxo do ghetto, pandza de Mozambique, los ritmos caboverdianos como coladeira, funaná, cabo zouk, cabo love y un largo etcétera.
Al llegar a Europa, la entrada fue principalmente por Portugal donde existe una gran comunidad caboverdiana y angoleña, aunque también lo hizo directamente a Francia (donde ya conocían el zouk de las Antillas Martinica y Guadalupe), donde comenzaron a llamar a cualquier estilo de música que sonase similar a la kizomba por este nombre, y es ahí donde se origina la polémica de si la Kizomba y el Zouk son lo mismo. De hecho, en Francia se conoce el zouk de sus colonias y la kizomba cantada en portugués se podía confundir con el zouk que ya conocían. Aun así existen términos equívocos como rétro zouk que aún generan diferentes opiniones acerca de su verdadero origen y definición, debido a su similitud con la kizomba como tal.
En su comienzo, la Kizomba prácticamente sólo se extendió por los países PALOP o lusófonos de África (hay que citar a Eduardo Paim), pero posteriormente (favorecido por la inmigración) llegó a Europa, Estados Unidos, Brasil, donde cada vez hay más países con grandes comunidades de kizomberos (apasionados de este género musical y de su baile): Portugal, Francia, Bélgica, España, Inglaterra, Italia, Polonia, Rusia...
Actualmente existen artistas kizomberos que ya están conquistando los palcos, por todo el mundo, entre los cuales destacan caboverdianos como Nelson Freitas, Mika Mendes, Djodje, Suzana Lubrano, Paulinha, Marcia...y también artistas angoleños como Eduardo Paim, Anselmo Ralph, Yola Araujo, Big Nelo, Matias Damasio etc.
Igualmente, muchos angoleños emigraron para trabajar enseñando la kizomba en todo el mundo.

## Baile
El baile se ha popularizado mucho en Europa en los últimos años en particular en Portugal, Francia y España. Se trata de un baile social en pareja en el que son características la musicalidad, la suavidad y la sencillez.
Normalmente, se genera un abrazo íntimo; el hombre abraza a la mujer con el brazo derecho y la mujer rodea con su brazo izquierdo el cuello del hombre, apoyando el torso con delicadeza en él (aunque en Cabo Verde por ejemplo, el contacto estará más centrado en la cadera). El brazo izquierdo del hombre sujeta el derecho de la mujer bloqueando el torso. La conducción del hombre se realiza fundamentalmente a través del torso, aunque también con la cadera, las piernas, y en menor medida con los brazos. En la kizomba, los pasos y las figuras caminadas se realizan con una cadencia pausada al ritmo de la batida (percusión), de modo que el hombre busca normalmente que la mujer camine de la forma más relajada posible, dando pasos pequeños y proponiendo cambios de ritmo suaves. Se busca siempre que el hombre interprete e improvise los movimientos a partir de la música, dando al baile una sensación de gran suavidad y armonía.
Como fusión de varios estilos de baile (passada, saida, tarraxa...) existen diferentes registros dentro del baile de la kizomba. La passada aporta las figuras caminadas con el hombre y la mujer juntos, en la saida se separa a la mujer un poco y ella sale a caminar por el lado del hombre, y en la tarraxa no se camina, sino que el hombre marca la cadencia de la música suavemente con la cadera durante las pausas musicales en las que no hay batida.
La kizomba se baila en fiestas de la mano de la semba, el kuduro y el afrohouse y todos los géneros musicales mencionados antes.
- Datos: Q1597549
- Multimedia: Kizomba / Q1597549